# Гріффін Глюк
Гріффін Глюк (англ. Griffin Gluck; нар. 24 серпня 2000, Лос-Анджелес, Каліфорнія, США) — американський актор.

## Біографія
Народився в Лос-Анджелесі, США в родині лінійної продюсерки й асистентки знімання Карін Бек і режисера та продюсера Селліна Глюка. Батько народився в префектурі Вакаяма, Японія та частково ріс в японському місті Кобе. Має сестру, на рахунку якої кілька ролей у кіно.

## Кар'єра
Його надихнуло стати актором відвідування дитячої постановки. З того часу почав зніматися у рекламі для японського й американського ринку. 2010 року зіграв свою першу телевізійну роль в телесеріалі «Офіс». Пройшов кастинг у комедію «Дружина напрокат». 2011 року приєднався до акторського складу п'ятого сезону американського телесеріалу «Приватна практика» та виконував постійну роль до закриття проєкту. І вже одразу його можна було побачити у ситкомі «Повернутись у гру», який протримався в ефірі один сезон. Після цього зіграв Чарлі у 13 епізодах драмедії «Червоні браслети». 2016 року з'явився у фільмах «Середня школа: Найгірші роки мого життя», «Чому він?».

## Фільмографія

### Фільми
| Рік  | Назва                                     | Оригінальна назва                          | Роль            |  |
| ---- | ----------------------------------------- | ------------------------------------------ | --------------- |  |
| 2011 | «Дружина напрокат»                        | Just Go with It                            | Майкл           |  |
| 2013 | «Довірся мені»                            | Trust Me                                   | Філліп          |  |
| 2014 | «Перш ніж я піду»                         | Just Before I Go                           | Ренді Морган    |  |
| 2015 | «Бетмен проти Робіна»                     | Batman vs. Robin                           | малий Брюс Вейн |  |
| 2015 | « Суперстюард»                            | Larry Gaye: Renegade Male Flight Attendant | Донні           |  |
| 2015 |                                           | All Hallows' Eve 2                         | Макс            |  |
| 2016 | «Середня школа: Найгірші роки мого життя» | Middle School: The Worst Years of My Life  | Рейф            |  |
| 2016 | «Чому він?»                               | Why Him?                                   | Скотті Флемінг  |  |
| 2019 | «Висока дівчина»                          | Tall Girl                                  | Джек Данклман   |  |
| 2022 | «Висока дівчина 2»                        | Tall girl 2                                | Джек Данклмен   |  |

### Серіали
| Рік       | Назва               | Оригінальна назва     | Роль          | Примітки    |
| --------- | ------------------- | --------------------- | ------------- | ----------- |
| 2010      | «Офіс»              | The Office            | Галф Бред     | 1 епізод    |
| 2011      | «Така різна Тара»   | United States of Tara | Монті         | 3 епізоди   |
| 2011–2013 | «Приватна практика» | Private Practice      | Мейсон Ворнер | 32 епізоди  |
| 2013–2014 | «Повернутись у гру» | Back in the Game      | Денні Ганнон  | 13 епізодів |
| 2014      | «Кремнієва долина»  | Silicon Valley        | хлопчик       | 1 епізод    |
| 2014–2015 | «Червоні браслети»  | Red Band Society      | Чарлі         | 13 епізодів |
| 2015      | «Мій хлопчик»       | About a Boy           | Клей          | 3 епізоди   |
| 2015      | «Життя у деталях»   | Life in Pieces        | Ейден         | 1 епізод    |
| 2016      | «Самозванець»       | Impastor              | Остін         | 2 епізоди   |
| 2020-2022 | «Ключі Локів»       | Locke and Key         | Гейб          | 17 епізодів |